# Larry Perkins
Larry Perkins (Cowangie, Victoria, 18 maart 1950) is een voormalig Formule 1-coureur uit Australië. Hij nam tussen 1974 en 1977 deel aan 15 Grands Prix voor de teams Amon, Boro, Brabham, BRM en Surtees, maar scoorde hierin geen punten.
Perkins won in 1982 samen met avonturier Hans Thostrup de BP Solar Trek met de auto Quiet Achiever, een van de eerste auto's op zonne-energie. Deze wedstrijd was de voorloper van de World Solar Challenge, een race voor zonnewagens dwars door Australië.